# Hyacintara
De hyacintara of blauwe ara (Anodorhynchus hyacinthinus) is een papegaai.

## Kenmerken
De hyacintara is de grootste vliegende papegaaiensoort met een lengte van 90 tot 100 centimeter en een gewicht van ongeveer anderhalve kilo. Ze hebben een diepe kobaltblauwe kleur, met gele ringen om hun ogen en ondersnavel. Ze eten vooral zaden en diverse fruitsoorten.

## Paren en broeden
Hyacintara's zijn zeer sociale dieren die hun partner voor het leven kiezen. Ze paren in het voorjaar en leggen hun eieren (2 tot 3) in een holle boom. Na een periode van ongeveer een maand komen de eieren uit. De jonge vogels worden dan nog ongeveer 3 en halve maand door hun ouders gevoed en verzorgd. Hierna vliegen ze uit en gaan ze voor zichzelf zorgen.

## Verspreiding en leefgebied
De hyacintara komt in het wild voor in de regenwouden van het oostelijk deel van het Amazonegebied in Brazilië, Bolivia en Paraguay.
In het Pantanal-moerasgebied leeft de Hyacintara onder andere van de zaden van de Coyolpalm en Acuripalm.

## Status als voor uitsterven kwetsbare diersoort
De aantallen van wilde populaties nemen sinds de jaren 1990 in snel tempo af door illegale vangsten en door aantasting van het leefgebied. De handel is volgens de CITES formeel verboden. Tussen 2000 en 2013 stond deze papegaai als "bedreigd" op de internationale Rode Lijst van de IUCN. Na 2013 is deze status "verzacht" tot kwetsbaar omdat uit nader onderzoek bleek dat de afname niet zo snel was als aanvankelijk gedacht. Wel werd gemeld dat die afname gedurende de laatste drie generaties nog hoog was. Volgens een schatting uit 2003 waren er toen nog 4300 volwassen dieren en nam dit aantal af. Om deze redenen staat deze ara sinds 2014 als kwetsbaar op de rode lijst.

## In gevangenschap

### Algemeen
De hyacintara is vanwege zijn prachtige kleuren een populaire papegaai bij verzamelaars. Maar het is ook een zeer dure vogel, waardoor hij zelden door particulieren wordt gehouden.

### Dieet
In gevangenschap eten veel hyacintara's een mix van zaden, fruit en groenvoer. Een zadenmix werkt echter het selectief voeren of 'browsing' in de hand, waarbij de vogel alleen de lekkerste zaadjes eet en de rest negeert. Het gevolg is dat een vogel een dieet binnenkrijgt dat deficiënt is aan vele voedingsstoffen waaronder vitamine A en aminozuren, en een te hoge verhouding calcium/fosfaat bevat
Voedingsdeficiëntie is de meest voorkomende oorzaak van ziektes bij vogels die als gezelschapsdier worden gehouden. Daarom is het zeer aan te raden om de papegaai een goed pelletvoer te geven. Pellets zijn brokjes waarin alle voedingsstoffen homogeen verdeeld zitten, waardoor 'browsing' niet meer mogelijk is en voedingsdeficiënties voorkomen worden.
Hyacintara's mogen, net als elke papegaai, groenvoer en fruit alleen als traktatie krijgen naast een uitgebalanceerd dieet. Te veel fruit verhoogt de energiedichtheid van de maaltijden en werkt obesitas en voedingsdeficiënties in de hand. Als traktatie kan men de vogel kleine stukjes banaan, peer of appel geven, maar de normale brokjes, uit de hand gegeven, worden door het dier ook gewaardeerd en hebben geen nadelige effecten op de gezondheid.

### Huisvesting
Papegaaien zijn echte klimvogels. Ze kiezen er vaker voor om van het ene plekje naar het andere te klimmen dan dat ze ernaartoe vliegen. Daarom is het het beste voor de vogel dat zijn kooi horizontale spijlen heeft in plaats van verticale, zodat hij makkelijk kan klimmen.
Papegaaien zijn intelligente dieren, ze kunnen al spelenderwijs dingen leren, bijvoorbeeld hoe ze een bel moeten luiden met hun snavel of hoe ze een bakje open kunnen maken waar iets lekkers in zit.
Wel hebben alle papegaaien extreem veel aandacht nodig. Dit komt doordat het van nature zeer sociale wezens zijn die over het algemeen, net als bij de meeste mensen, een partner voor het leven uitkiezen. Bij gebrek aan een natuurlijke partner kiezen papegaaien een mens uit als levensgenoot. Als de vogel niet genoeg aandacht krijgt, kan hij gaan verenplukken, als reactie op de verveling en eenzaamheid.

### Giftig
Hyacintara's zijn, net als praktisch alle andere vogels, zeer gevoelig voor de dampen die vrijkomen bij het bakken met teflon-pannen. Ook kunnen de vogels niet tegen avocado,  kersenpitten, cafeïne en chocolade. Daarnaast is rook van bijvoorbeeld sigaretten zeer schadelijk voor vogels, evenals wierook en de dampen van luchtverfrissers.
|  |  |

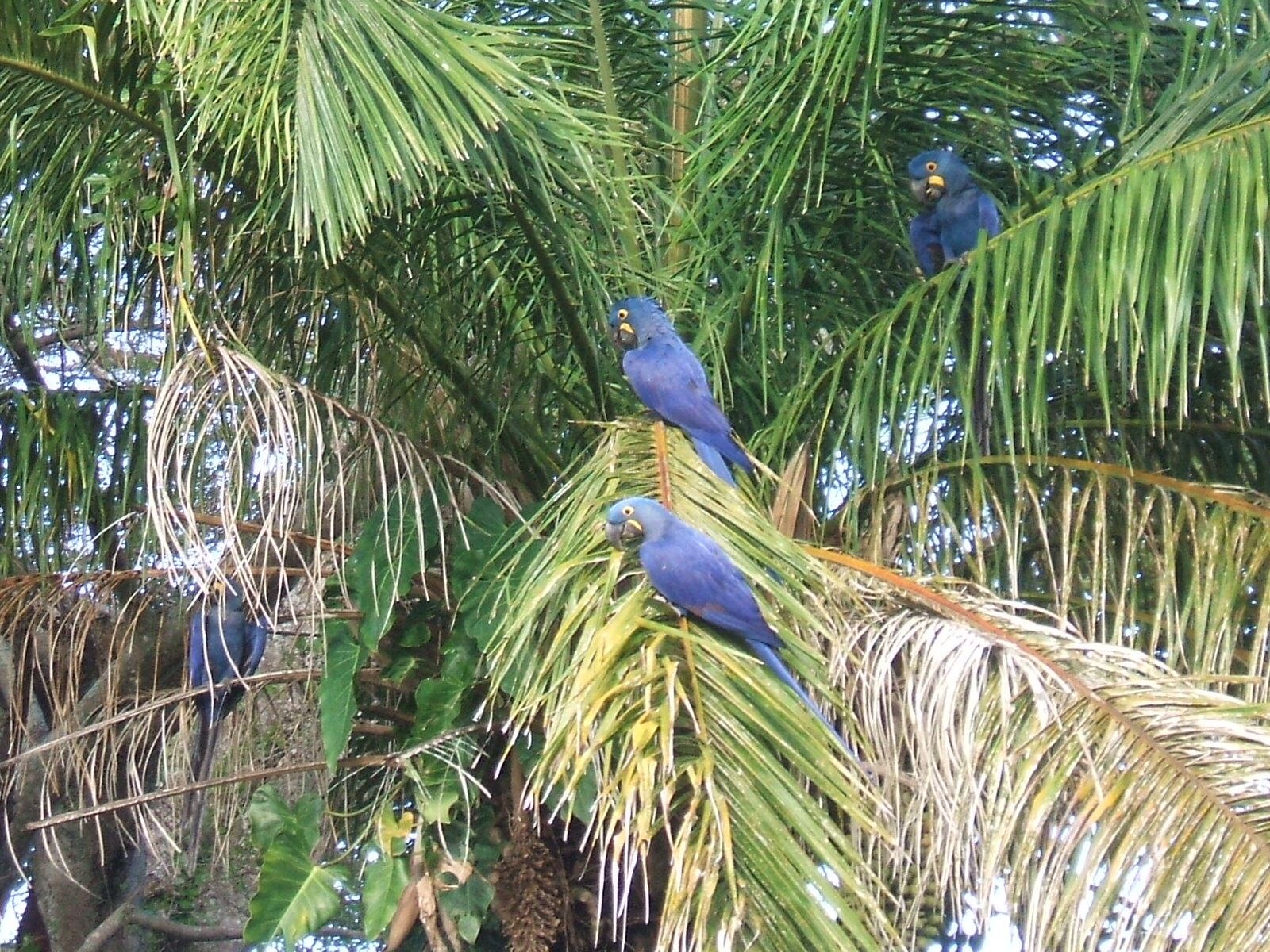
Hyacintara's in hun natuurlijke omgeving; in de Pantanal in Brazilië
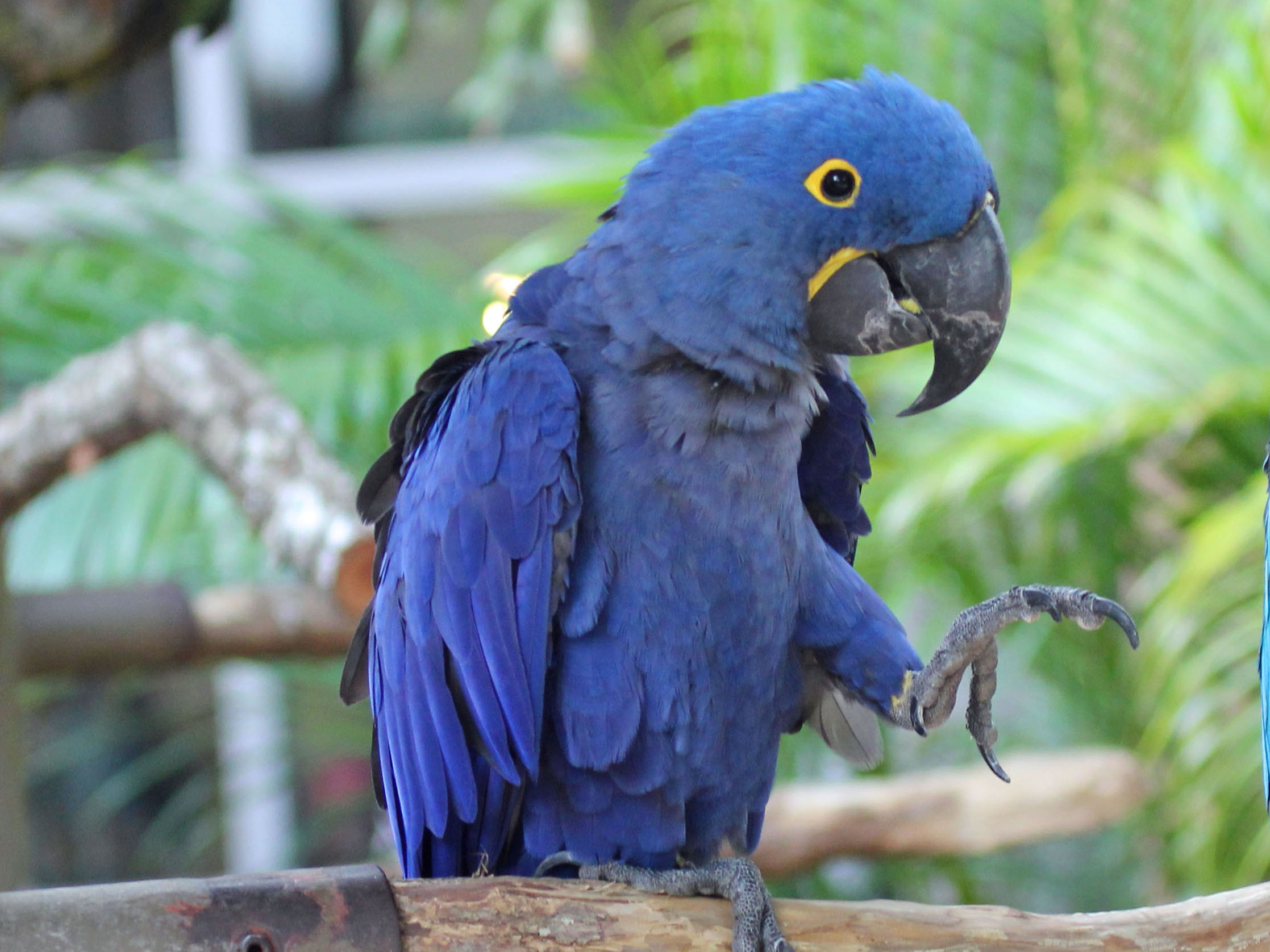
Jungle Island Miami
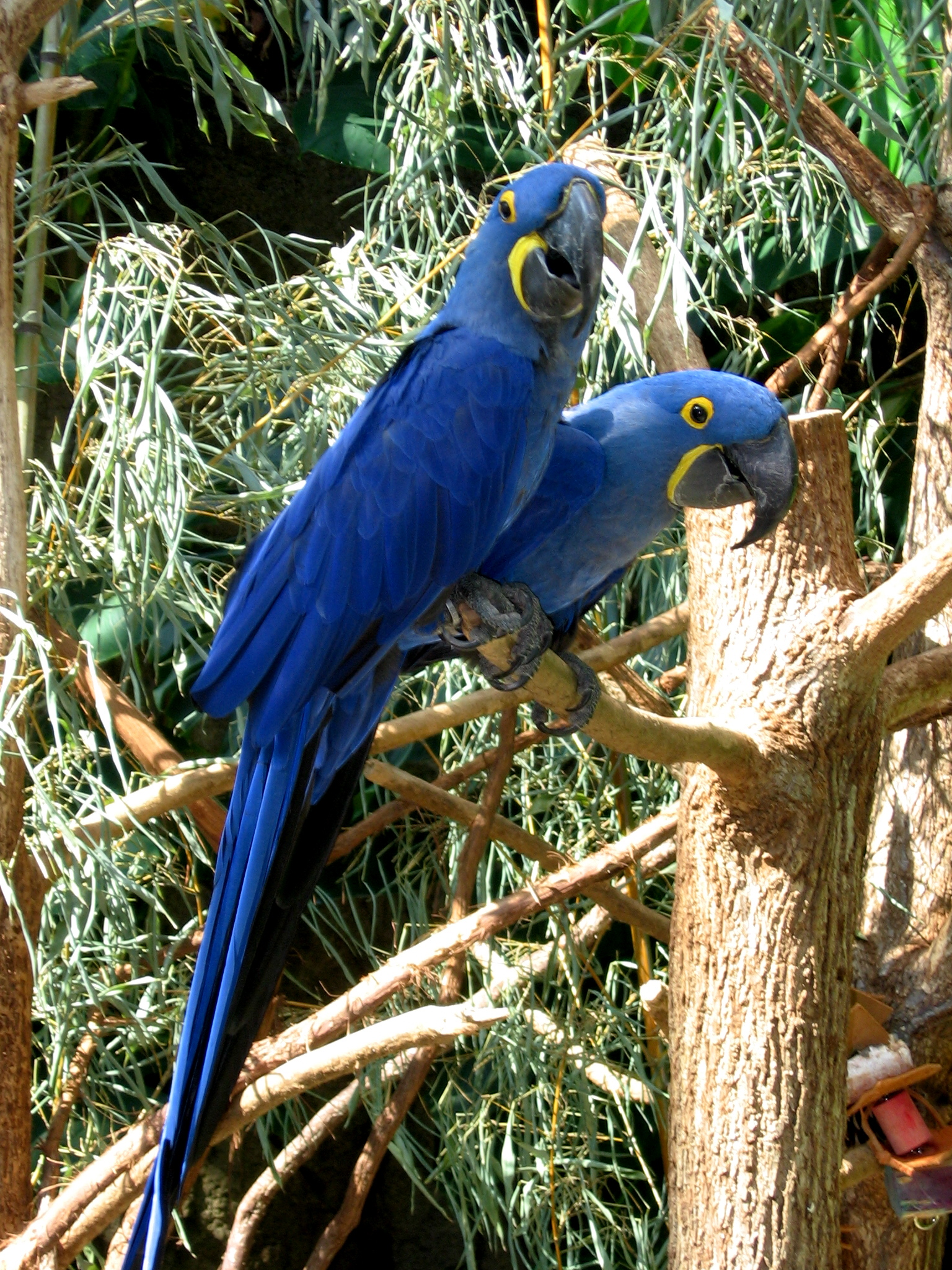
Koppel hyacintara's in het Tennessee Aquarium